# Maceda (Portugal)
Maceda ist eine portugiesische Gemeinde (Freguesia) im Concelho Ovar. Am 13. Mai 1999 wurde sie zur Vila erhoben. Ortspatron ist der heilige Petrus

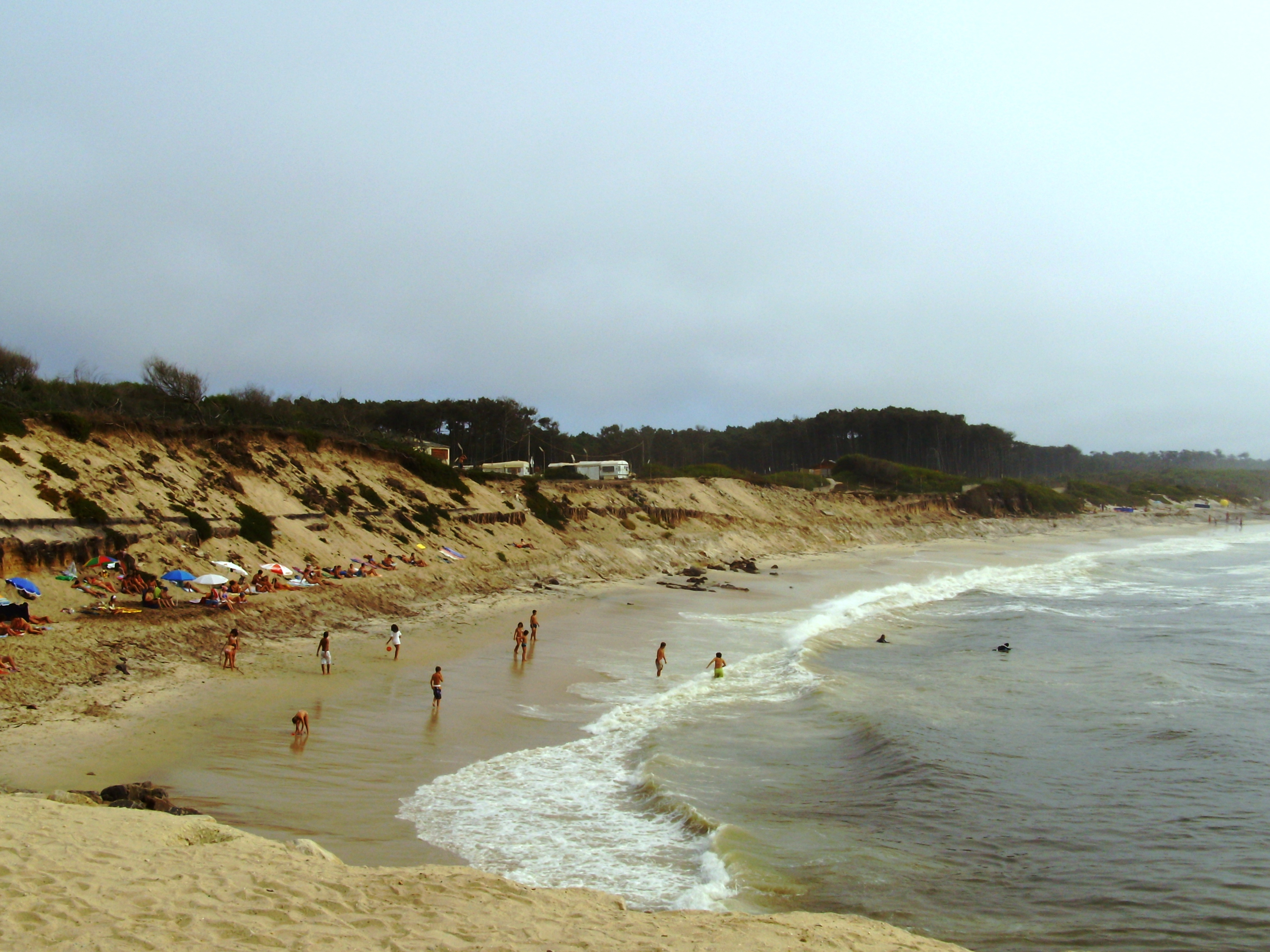
Praia de S. Pedro da Maceda

Die Gemeinde liegt an der Atlantikküste. Verkehrlich ist sie durch einen Haltepunkt an der Bahnstrecke Porto–Lissabon sowie durch die Autobahn A 29 erschlossen.
Im Gemeindegebiet befindet sich die NATO-Airbase AM1.